# Горная ньяла
Горная ньяла (лат. Tragelaphus buxtoni) — вид лесных антилоп. Вид был открыт Мейджором Айвором Бакстоном (1884—1969) в 1909 году, классифицирован в 1910 году.

## Ареал
Ареал — горные леса, кустарниковые пустоши и среднегорные травянистые равнины центральной Эфиопии между 6° и 10° северной широты.
Вид — эндемик Эфиопского нагорья и Великой рифтовой долины. Труднодоступность районов делает горную ньялу одной из наиболее редких и малоизученных антилоп. Животные обычно обитают на высоте 2000 м над уровнем моря, иногда достигая 3500—3800 м и выше.

## Описание вида
Горная ньяла схожа с большим и малым куду, а также с равнинной ньялой, которая обитает на юге Африки. Длина тела достигает длины 150—180 см, высота в холке около метра. Масса взрослых животных — 150—300 кг.
Самки внешне похожи на самцов, но намного меньше и без рогов. У самцов длина рогов может превышать 100 см.

## Охрана вида
Охранный статус — EN, популяция оценивается в 7—8 тыс. голов. В 1970 году для охраны горных ньял и эфиопского шакала был создан национальный парк Горы Бале (регион Оромия).